# Googol
A googol, más néven tíz szexdecilliárd, a 10100 szám neve, ami az 1-es számjegyből és az azt követő száz darab 0-ból áll. A szám a nevét 1938-ban kapta a kilencéves Milton Sirottától, aki Edward Kasner amerikai matematikus unokaöccse volt. Kasner a nevet Mathematics and the Imagination (A matematika és a képzelet) című könyvében mutatta be.
A googol „nagyjából” egyenlő 70 faktoriálisával, és a prímosztói csupán a kettő és az öt. Binárisan ábrázolva 332 biten lehetne leírni.
A matematikában a googolnak nincs különösebb jelentősége és nincs lényegesebb felhasználási módja sem. Kasner arra használta, hogy bemutassa a különbséget a végtelen és egy elképzelhetetlenül nagy szám között, és ilyen módon matematikaoktatásban használható.
A googol leírható hagyományos formában is:
1 googol = 10100 = 10 000 000 000 000 000 000 000 000 000 000 000 000 000 000 000 000 000 000 000 000 000 000 000 000 000 000 000 000 000 000 000 000 000
A googol nagyobb, mint az ismert univerzum részecskéinek száma, ami becslések szerint 1072 és 1087 közé eshet.

## Googolplex
A googolplex Edward Kasner meghatározása: leírásakor az első egyes számot googol darab nulla követi, más formában egyenlő „tíz a googolodikonnal”: {\displaystyle {\mbox{googolplex}}=10^{\mbox{googol}}=10^{(10^{100})}}.
Mivel a googolplex szám számjegyeinek száma googol+1 darab, ezért ezt a számot az univerzumunkban lehetetlen tízes számrendszerben leírni, mivel ha az univerzumunk minden anyagát papírrá és tintává változtatnánk (vagy éppen lemezmeghajtókká vagy számítógépes memóriává), akkor sem lenne elég ahhoz, hogy leírjuk.

## Google
A Google internetes keresőrendszer neve a googol szám nem szándékosan helytelenül írt változata, mutatva ezzel a cég indíttatását a hihetetlen nagy internetes tartalom keresőmotorba foglalása iránt. Csak azután jöttek rá a tévedésre, miután bejegyezték a Google címet, illetve saját cikkükben úgy fogalmaznak, hogy a Google a googol egy gyakori írásmódja.

## További információ
- Googol darab számjegy ábrázolása